# حافة الطريق

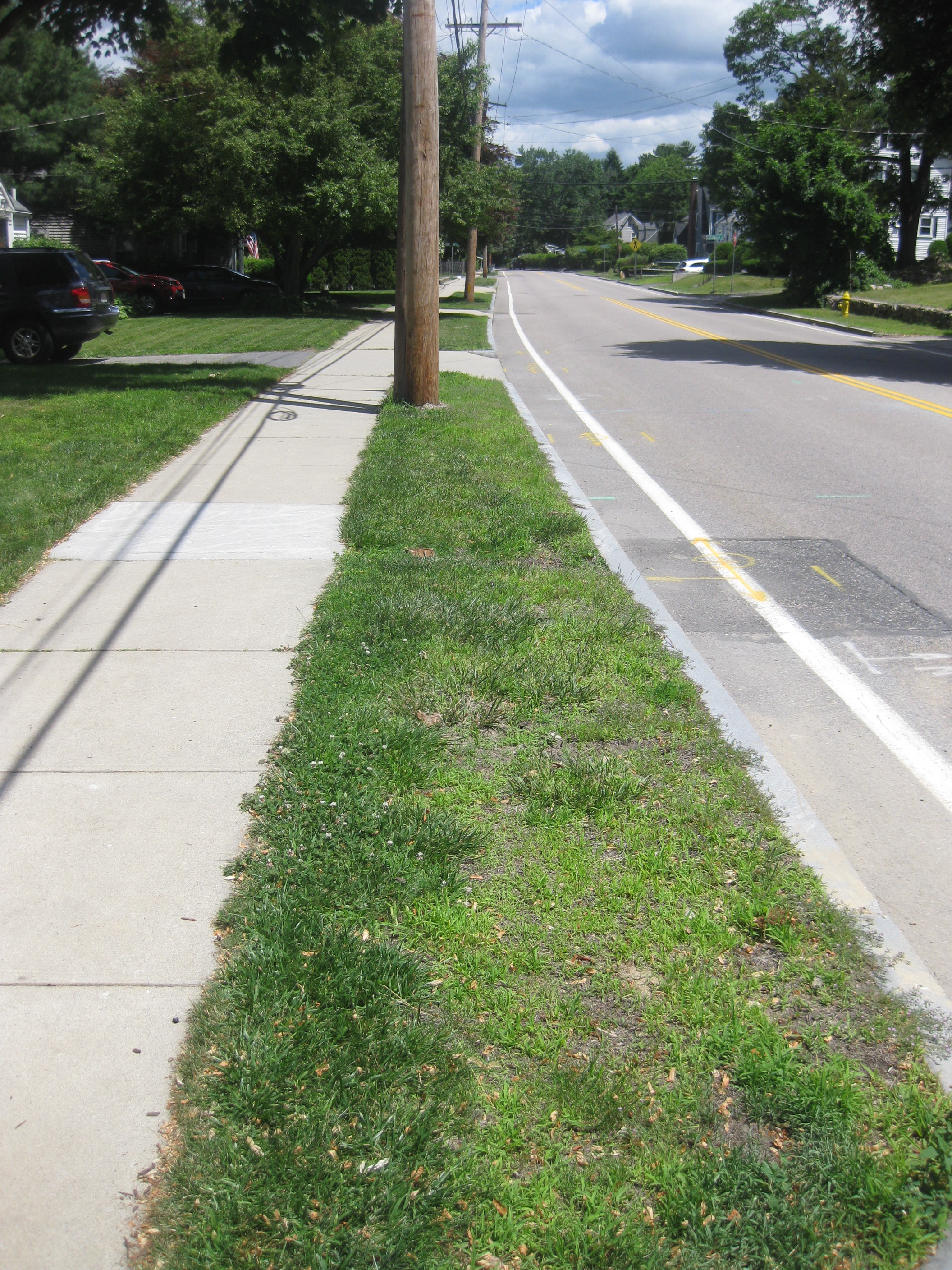

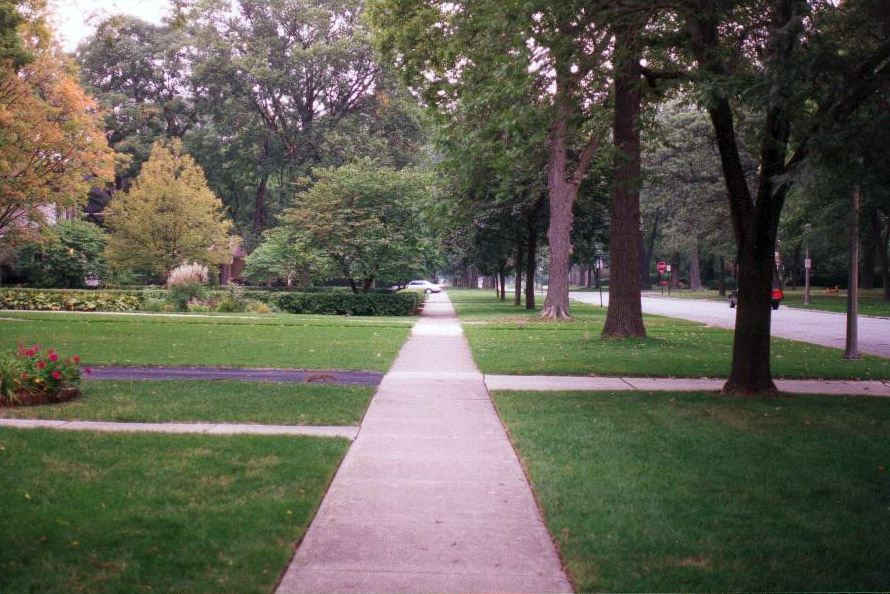
"باركواي" مع أشجار الشوارع في أوك بارك، إلينوي

حافة الطريق شريط من الحشائش أو النباتات، وأحيانًا الأشجار، يقع بين طريق (طريق للمركبات) ورصيف.غالبًا ما تكون الأرض ملكية عامة، وعادة ما تكون الصيانة مسؤولية البلدية. ومع ذلك، تطلب بعض السلطات البلدية من أصحاب العقارات المتاخمة الحفاظ على مناطقهم الجانبية، بالإضافة إلى ممرات المشاة أو الأرصفة الملحقة.
تشمل المزايا الجماليات المرئية، وزيادة السلامة والراحة لمستخدمي الأرصفة، والحماية من الرش من المركبات العابرة، ومساحة للمقاعد، وملاجئ الحافلات، وأضواء الشوارع، وغيرها من المرافق العامة. غالبًا ما تكون الحواف جزءًا من الاستدامة للحفاظ على المياه أو إدارة الجريان السطحي في المناطق الحضرية وتلوث المياه ويمكن أن توفر موطنًا مفيدًا للحياة البرية. غالبًا ما يُدفع الثلج الذي جُمع من الشارع في المناخات الباردة في منطقة الحافة افتراضيًا.

في الجزر البريطانية، الحواف هي آخر موقع لموائل مجموعة من النباتات.

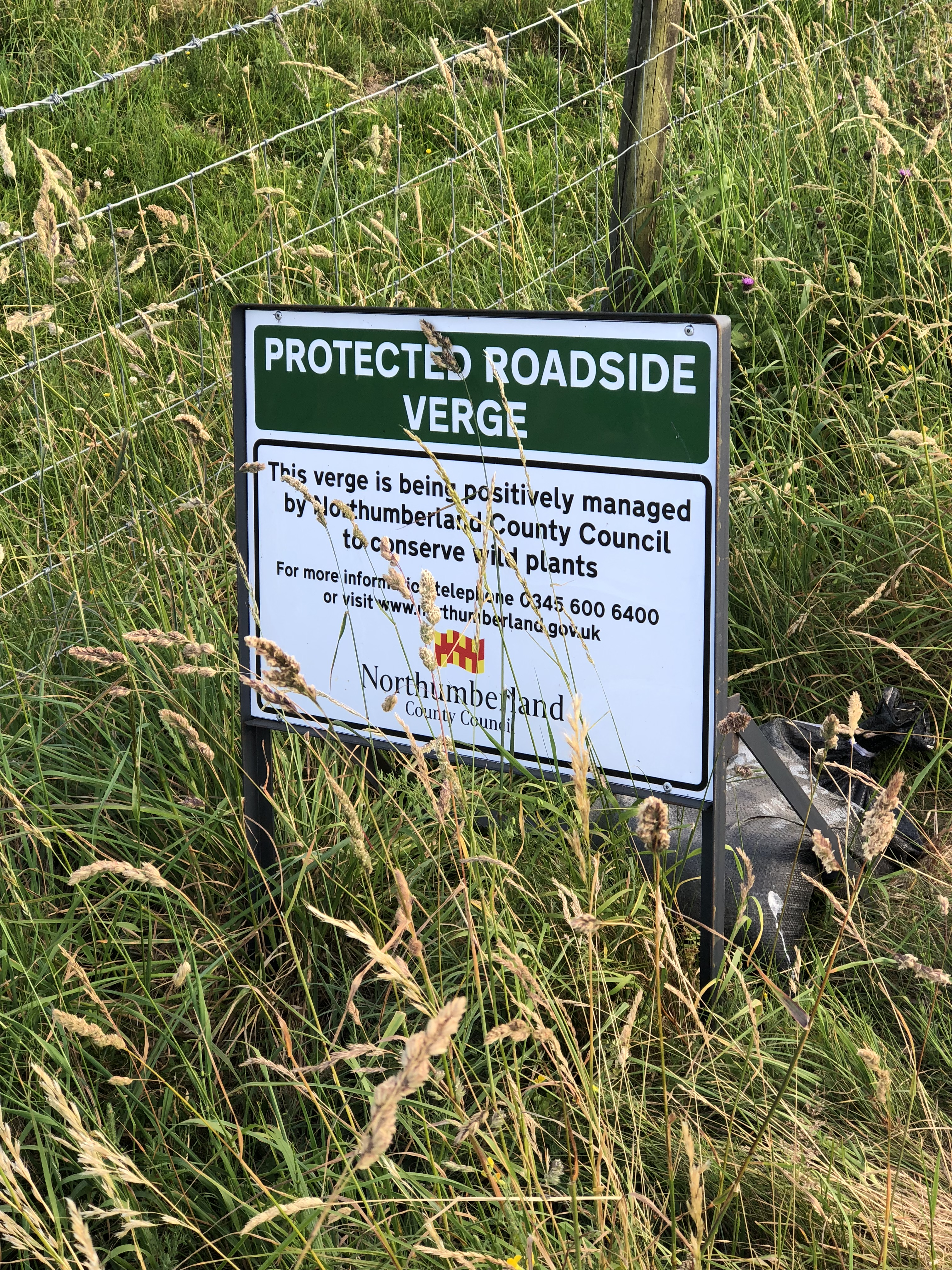
حماية حافة الطريق في نورثمبرلاند بالمملكة المتحدة

العيب الرئيس لحافة الطريق هو أن حق الطريق يجب أن يكون أوسع، مما يزيد من تكلفة الطريق. في بعض المناطق، توفر الحافة الأوسع فرصة لتوسيع الطريق لاحقًا، إذا تطلب استخدام المرور للطريق ذلك. لهذا السبب، عادة ما تقع ممرات المشاة على مسافة كبيرة من الرصيف.